# The Brus
Cet article possède un paronyme, voir Brus (homonymie).

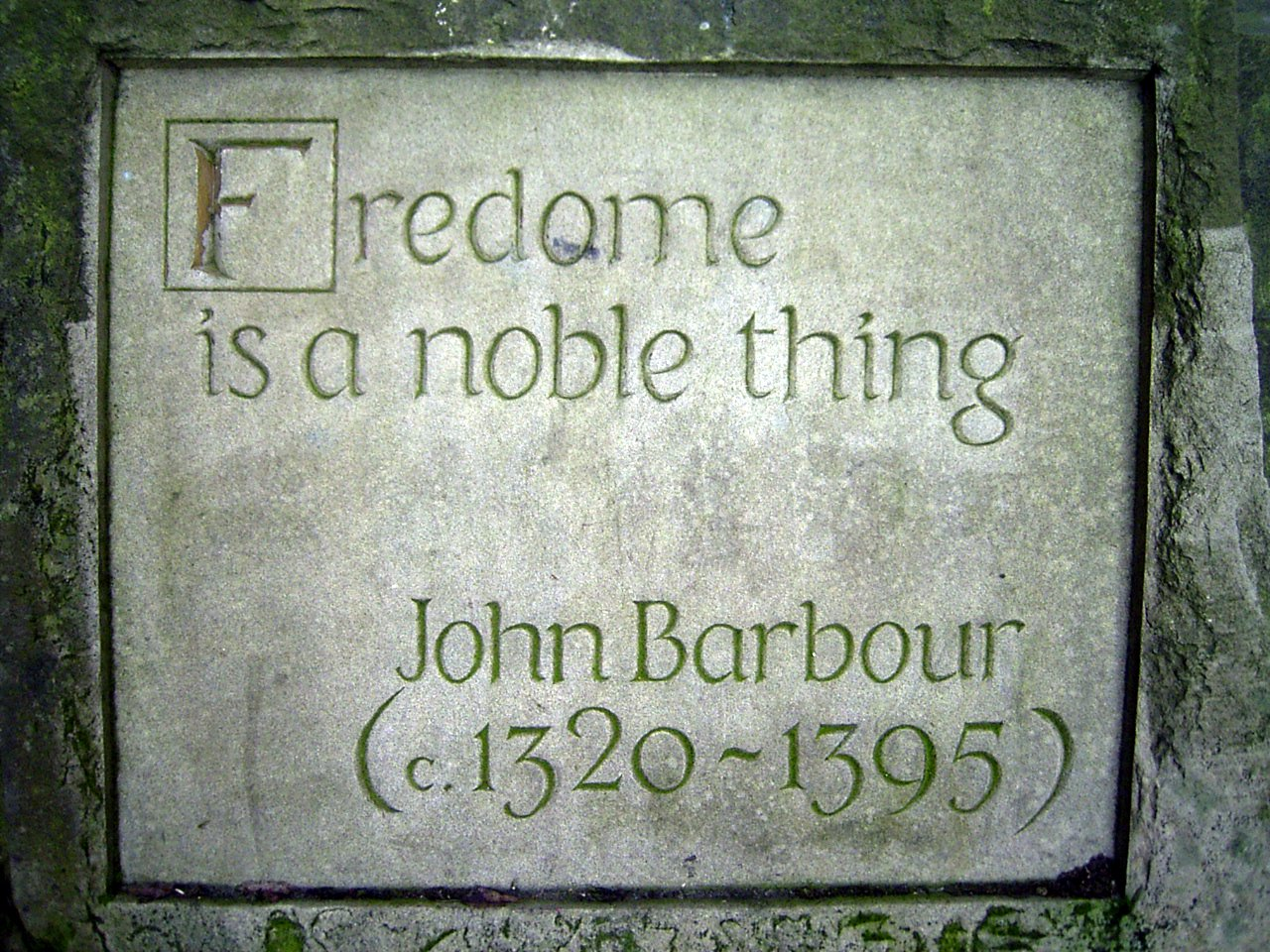
Fredome is a noble thing (« la liberté est une noble chose ») est l'une des citations les plus connues de l'œuvre.

The Brus est un long poème narratif de l'écrivain écossais John Barbour, achevé en 1375, célébrant les louanges de Robert the Bruce (11 juillet 1274 – 7 juin 1329) et James Douglas (1286–1330) durant les Guerres d'indépendance de l'Écosse. Il s'agit du premier important texte écossais connu en moyen anglais.

## Argument
Le poème débute par l'exposition de la situation de l'Écosse à la mort d'Alexandre III d'Écosse en 1286. L'épisode central du récit est la bataille de Bannockburn. Le texte s'achève par la mort de Douglas et l'enterrement du cœur de Robert the Bruce en 1332.

## Style
Le style du poème, patriotique, a été repris plus tard par d'autres auteurs écossais. Le roi y est présenté comme un héros de roman chevaleresque ; la liberté est « une noble chose » devant être gagnée à tout prix. Les opposants à cette liberté sont dépeints sous des traits sombres.

## Fidélité historique
En dépit d'un certain nombre d'erreurs, telles que le mélange de trois hommes de la famille Bruce en la personne du héros, The Bruce est historiquement fiable comparé aux autres chroniques en vers de cette époque, particulièrement The Wallace[réf. nécessaire].